# Trompowsky-Eröffnung
|   | a | b | c | d | e | f | g | h |   |
| 8 |   |   |   |   |   |   |   |   | 8 |
| 7 |   |   |   |   |   |   |   |   | 7 |
| 6 |   |   |   |   |   |   |   |   | 6 |
| 5 |   |   |   |   |   |   |   |   | 5 |
| 4 |   |   |   |   |   |   |   |   | 4 |
| 3 |   |   |   |   |   |   |   |   | 3 |
| 2 |   |   |   |   |   |   |   |   | 2 |
| 1 |   |   |   |   |   |   |   |   | 1 |
|   | a | b | c | d | e | f | g | h |   |

Stellung nach 1. d4 Sf6 2. Lg5
Die Trompowsky-Eröffnung, heutzutage als Trompowsky-Angriff bekannt, ist eine Eröffnung des Schachspiels. Die Trompowsky-Eröffnung zählt zu den Geschlossenen Spielen und beginnt mit den Zügen 1. d4 Sf6 2. Lg5.
In den ECO-Codes ist die Trompowsky-Eröffnung unter dem Schlüssel A45 klassifiziert.

## Namensgeber der Eröffnung
Die Eröffnung ist nach dem Brasilianer Octávio Trompowsky (1897–1984) benannt. Er wurde im Jahr 1939 Meister von Brasilien durch einen Wettkampfsieg über Walter Oswaldo Cruz und vertrat sein Land bei den Schacholympiaden 1936 und 1939.
Trompowsky spielte „seine“ Eröffnung regelmäßig in den 1930er, 1940er und 1950er Jahren. Bekannt wurde die Eröffnung einem internationalen Publikum, als Trompowsky sie auf der Schacholympiade 1936 in München gegen Alexander Kiprow anwandte.
„Trompowski“ oder „Trompovsky“ (wie es etwa im Titel Trompovsky-Angriff der Eröffnungs-Monographie von Wolfgang Gerstner heißt) sind häufige Falschschreibungen seines Namens.

## Bedeutung der Eröffnung
Viele Spieler nutzen den Trompowsky-Angriff, um der umfangreichen Theorie der Indischen Verteidigungen aus dem Weg zu gehen.
Der Trompowsky-Angriff ist erst im Laufe der 1990er Jahre auf Großmeister-Niveau populär geworden. Zu den Großmeistern, die ihn häufiger spielen oder gespielt haben, gehören beispielsweise Julian Hodgson, Michael Adams und Igor Miladinović. Magnus Carlsen griff im Rahmen der ersten Partie der Schachweltmeisterschaft 2016 gegen Sergei Karjakin auf den Trompowsky-Angriff zurück. 

## Hauptvarianten
Die Hauptfortsetzungen nach 1. d4 Sf6 2. Lg5 sind:
- Weiß steht bereit, dem Schwarzen einen Doppelbauern auf f6 zu verpassen. Von daher weicht Schwarz dem oft mit 2. … Se4 aus. 3. Lh4
  - 3. … c5 4. f3 (oder 4. Sd2) 4. … g5 5. fxe4 gxh4 mit unklarer Stellung. 4. Dd3 wird durch Db6! 5. b3 Dh6! 6. Sf3 Dc1+ 7. Dd1 Db2 8. Sbd2 Sxd2 9. Sxd2 Dxd4 widerlegt.
  - 3. … d5 4. f3 g5 (oder 4. … Sd6) 5. fxe4 gxh4 6. exd5 Dxd5 7. Sc3 Da5
  - 3. … g5 4. f3 gxh4 5. fxe4 mit unklarer Stellung.

- 2. … Se4 3. h4
  - 3. … d5 4. Sd2 Lf5 5. Sxe4 Lxe4 6. f3 h6 7. fxe4 hxg5 mit unklarer Stellung.
  - 3. … c5 4. dxc5 (oder 4. d5) 4. … Da5+ (oder 4. … Sa6)

- 2. … Se4 3. Lf4
  - 3. … c5 4. f3 Da5+ (oder 4. … Sf6?! 5. dxc5! Da5+ 6. Dd2! mit einer an Sizilianisch erinnernden, für Weiß vorteilhaften Stellung) 5. c3 Sf6
    - 6. d5 Db6
    - 6. Sd2 cxd4 7. Sb3 und Schwarz hat die Qual der Wahl: 7. … Df5, 7. … Dd8, 7. … Db6

  - 3. … d5
    - 4. e3 (mit der Idee 5. Ld3 6. Lxe4)
    - 4. Sd2
    - 4. f3 Sf6 5. e4!?
      - 5. … dxe4 6. Sc3 exf3 7. Sxf3 und es entsteht das Blackmar-Diemer-Gambit mit Mehrtempo für Weiß. Deshalb wird zu 6. … Sd5 geraten. Nach dem praktisch erzwungenen 7. Sxd5 Dxd5 steht die Dame sicher im Zentrum.
      - 5. … e6 6. e5 Sfd7 7. Le3 c5 8. c3 Sc6 9. f4 ergibt Stellungsbilder ähnlich der Steinitz-Variante im Klassischen System der Französischen Verteidigung. Weiß hat jedoch seinen Springer b1 noch nicht entwickelt und konnte daher sein Zentrum zwar mit c3 stützen. Auf 9. … Db6 fehlt jetzt aber die aktive Abwehr Sa4.

- 2. … c5
  - 3. Lxf6 gxf6 4. d5 Db6 und Druck gegen b2 durch f5 nebst Lg7
  - 3. Sc3 cxd4 4. Dxd4 Sc6 5. Dh4 mit Initiative.
  - 3. d5
    - 3. … Db6 4. Sc3 Dxb2 5. Ld2 Db6 6. e4 d6 7. f4 mit Angriff (wobei 7. … e5 wahrscheinlich am besten ist).
    - 3. … Se4 4. Lf4 Db6

- 2. … e6 3. e4
  - 3. … d5 4. e5 h6 5. Le3 Sfd7 6. f4 mit Übergang in Stellungsbilder ähnlich der Steinitz-Variante im Klassischen System der Französischen Verteidigung.
  - 3. … h6 4. Lxf6 Dxf6
    - 5. Sf3 geht in den Torre-Angriff über.
    - 5. Sc3 Lb4!?
    - eigenständige Bedeutung haben: 5. c3, 5. Dd2, 5. Dd3

- 2. … d5 (Gleiches gilt für 2. … g6/d6/c6/h6) 3. Lxf6
  - exf6 4. e3
  - gxf6 4. c4 und Weiß erhält jeweils für das Läuferpaar die geschwächte schwarze Bauernstruktur. Es ist nicht klar, ob dieser Tausch einen Vorteil verspricht, im russischen Raum gilt sie als Ausgleichsvariante.

## Bibliographie
- Robert Bellin: Trompowski Opening and Torre Attack. B. T. Batsford Ltd., London 1983, ISBN 0-7134-2399-4.
- Allan Savage: The Anti-Indian, Trompowski’s Attack. Thinker’s Press, Davenport, IA. 1984, 58 pages.
- Jimmy Adams: Trompowsky Attack. The Chess Player, Nottingham 1986.
- Heribert Franke: Damenbauerspiele. Franckh'sche Verlagshandlung, Stuttgart 1986, ISBN 3-440-05602-3.
- Andrew Soltis: The Trompowsky Attack 1 d4 Nf6 2 Bg5 or 1 d4 d5 2 Bg5. Chess Digest, Dallas 1995, ISBN 0-87568-273-1.
- Wolfgang Gerstner: Der Trompovsky-Angriff im Damenbauernspiel. Schach-Profi-Verlag Reinhold Dreier, Ludwigshafen 1995, ISBN 3-929376-18-0.
- Julian Hodgson: Secrets of the Trompovsky. Hodgson Enterprises, London 1997, ISBN 0-9529373-2-8.
- Joe Gallagher: The Trompowsky. The Chess Press, Brighton 1998, ISBN 1-901259-09-9.
- Karl-Otto Jung: Mit Trompowsky- und Torre-Angriff zum Sieg, Band 1: Das Repertoire. Neu-Jung-Verlag, Homburg 2003, ISBN 3-933648-20-3.
- Karl-Otto Jung: Mit Trompowsky- und Torre-Angriff zum Sieg, Band 2: Die Theorie. Neu-Jung-Verlag, Homburg 2003, ISBN 3-933648-21-1.
- Peter Wells: Winning with the Trompowsky. B. T. Batsford Ltd., London 2003, ISBN 0-7134-8795-X.
- Nigel Davies: the trompowsky. Everyman Chess, London 2005, ISBN 1-85744-376-4.

Repertoirebücher aus Sicht des Nachziehenden gegen den Trompowsky-Angriff:
- Joe Gallagher: Beating the Anti-King's Indians. B. T. Batsford Ltd., London 1996, ISBN 0-7134-8012-2. (Seiten 111–136 behandeln den Repertoirezug 2. … Se4)
- John Cox: dealing with d4 deviations, fighting the Trompowsky, Torre, Blackmar-Diemer, Stonewall, Colle and other problem openings. Everyman Chess, London 2005, ISBN 1-85744-399-3. (Seiten 10–32 behandeln den Repertoirezug 2. … e6)
- Yelena Dembo: fighting the anti-King's Indians, how to handle White's tricky ways of avoiding the main lines. Everyman Chess, London 2008, ISBN 978-1-85744-575-6. (Seiten 7–44 behandeln den Repertoirezug 2. … c5)